# 近代哲學
近代哲學是在17世紀起源於西歐的一個哲學分支，且現在是普遍世界範圍性的。它不是一個具體的主義或流派（所以它不應被與現代主義混淆）。